# Peleteria fuscisquama
Peleteria fuscisquama är en tvåvingeart som beskrevs av Charles Howard Curran 1925. Peleteria fuscisquama ingår i släktet Peleteria och familjen parasitflugor.
Artens utbredningsområde är Colombia. Inga underarter finns listade i Catalogue of Life.